# Песков, Михаил Иванович
Михаи́л Ива́нович Песко́в (1834, Иркутск — 1 (13) августа 1864, Ялта) — русский исторический и жанровый живописец, литограф, участник «бунта четырнадцати», один из основателей Санкт-Петербургской Артели художников.

## Биография
Родился в Иркутске в 1834 году в семье военного. В 1850–1855 годах служил в канцелярии Иркутского губернского управления. Занимался живописью самостоятельно, писал портреты местных жителей Иркутска. Самая известная из иркутских картин: «Портрет Сукачёва с сыном». В 1855 генерал-губернатор Восточной Сибири Н. Н. Муравьев-Амурский отправил его учиться в академию худжеств за казённый счет. 
Поступив в Императорскую Академию художеств в 1855 году, он пользовался там советами профессора А. Т. Маркова. В 1859 году за этюд с натуры получил вторую серебряную медаль и, в том же году, другую такую же медаль за картину «Домик в Коломне» на сюжет из повести Пушкина, а в следующем (1860) году — первую серебряную медаль за картину: «Ермак Тимофеевич, сговаривающий атаманов волжских шаек к походу на Сибирь».

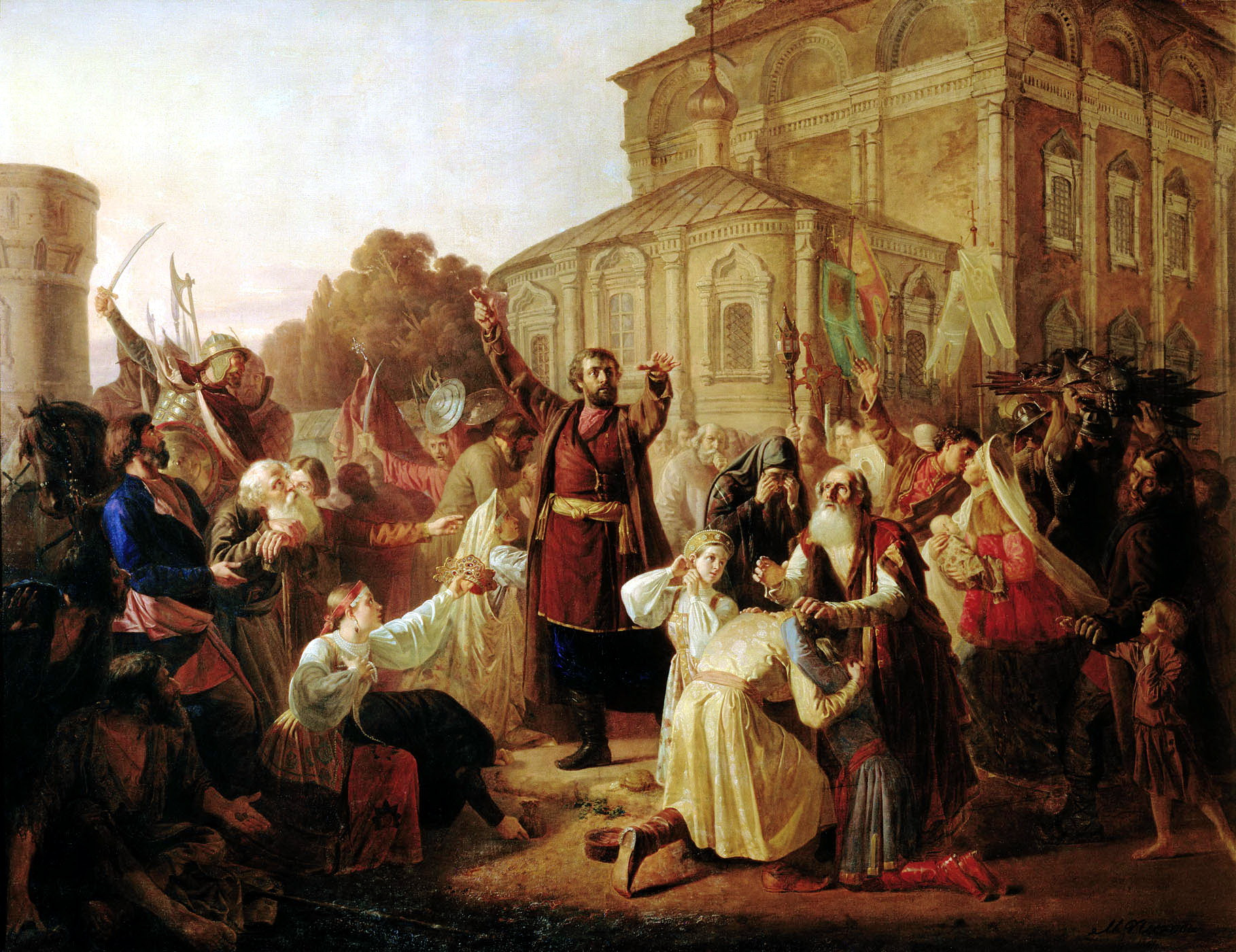
Воззвание к нижегородцам гражданина Минина в 1611 году (1861)

В 1861 году он получил вторую золотую медаль за картину: «Воззвание к нижегородцам гражданина Минина». Эта картина была куплена за тысячу рублей известным финансистом и коллекционером В. А. Кокоревым, а из его галереи впоследствии приобретена наследником цесаревичем Александром Александровичем и подарена в Румянцевский музей. В 1862 году за картину «Кулачный бой при Иоанне IV Васильевиче Грозном» он получил золотую медаль имени Виже-Лебрен «за экспрессию».

## «Бунт четырнадцати».Санкт-Петербургская Артель художников
В 1863 году Песков написал ещё картину, уже бытового характера: «Ссыльно-переселенец, сибирская сцена», выставленную на Академической выставке и, в том же году, должен был конкурировать на первую золотую медаль. Но тут наступило памятное в истории русского искусства 9-е ноября 1863 года, когда все конкуренты отказались писать на заданную программу и подали прошения о выдаче им свидетельств на звание классных художников. Так же поступил и M. И. Песков и, выйдя из Академии, принял участие в устройстве организовавшейся тогда Санкт-Петербургской Художественной артели. На выставке 1867 году в Обществе поощрения художников находилась его картина «Пастух с собакой». Кроме того, известны ещё три его оригинальных литографии в «Русском Художественном Альбоме» за 1861 год, изображающие «Торговку», «Русского в шубе и в высокой шапке» и «Голову мужчины, смотрящего вверх». Умер Песков в Ялте от чахотки 1-го  августа 1864 года, прежде, чем талант его успел получить полное развитие.

## Илья Репин о художнике
После долгих измышлений они пришли к заключению, что необходимо устроить, с разрешения правительства, артель художников — нечто вроде художественной фирмы, мастерской и конторы, принимающей заказы с улицы, с вывеской и утверждённым уставом. Они наняли большую квартиру в Семнадцатой линии Васильевского острова и переехали (большая часть) туда жить вместе. И тут они сразу ожили, повеселели. Общий большой светлый зал, удобные кабинеты каждому, своё хозяйство, которое вела жена Крамского, — все это их ободрило. Жить стало веселее, появились и кое-какие заказы..

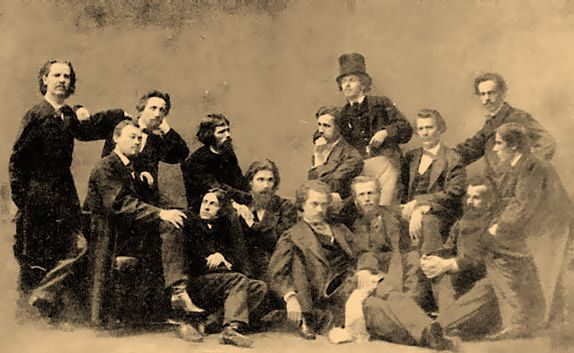
М. И. Песков (четвёртый справа) на фотографии Санкт-Петербургской Артели художников (1863-1864)

Но не успели они оправиться и вздохнуть свободно, как их постигло горе: заболел, и очень серьёзно, чахоткой один из них, Песков: товарищи считали его самым талантливым в своей семье. Доктор нашел необходимым для Пескова ехать в Крым. Что было делать? (Что бы он делал в одиночку!) Но артель — сила; они собрали наскоро необходимую сумму и отправили его на юг. А для поддержания его там сейчас же устроили художественную лотерею. Каждый артельщик-товарищ обязался сделать что-нибудь в пользу Пескова, и вскоре зал их — общая мастерская — украсился прекрасной выставкой из пятнадцати вещиц. Тут были акварели, рисунки сепией, масляные картинки и головки. С великими хлопотами, по своим знакомым, они роздали билеты и выручили за всю коллекцию триста рублей. Вырученные деньги были посланы Пескову. Но он, к общему горю товарищей, не вернулся из Крыма и не выздоровел там.

По смерти его присланы были в артель его эскизы, очень талантливые жанры. Особенно памятны мне: «Вагон третьего класса ночью»: мужики, рабочие завалили его весь своими неуклюжими телами и неизящными костюмами; но у Пескова это вышло необыкновенно живописно при тусклом свете фонарей. Другой эскиз представлял «Пирушку офицеров на квартире» где-то в Западном крае, о чем легко догадаться по еврею у порога, подобострастно докладывающему что-то лихому гусару с гитарой, в одной рубашке. В картинке, живописно скомпонованной, было много жизни и типов. В Крыму Песков написал собственный портрет. Это был меланхолический блондин, несколько напоминавший Карла Брюллова.— Илья Репин «Далёкое близкое» (Автобиография)
.

## Галерея

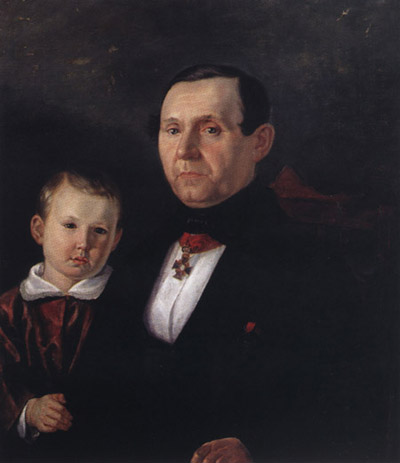
Портрет П. П. Сукачёва с сыном Владимиром[5] (1854)
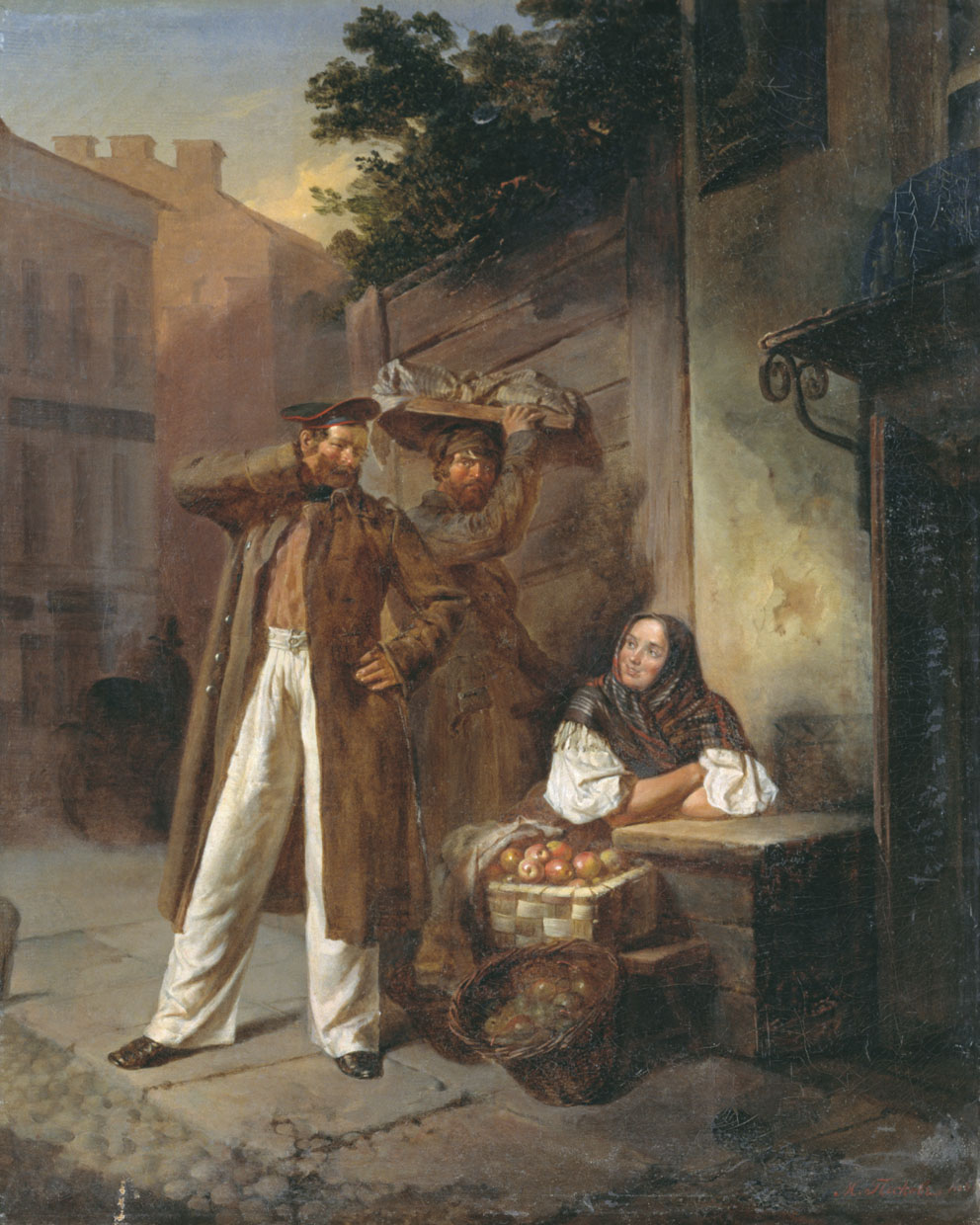
Кавалер[6] (1861)
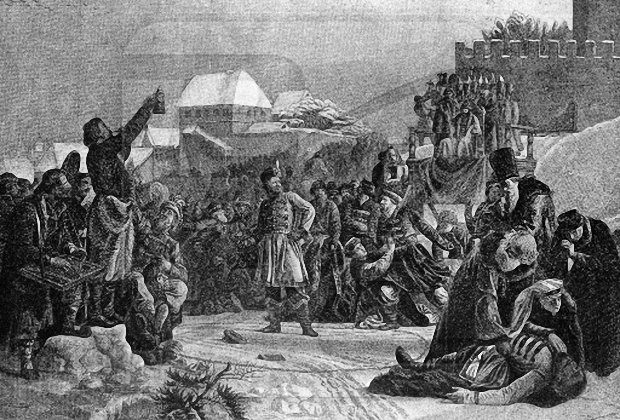
Кулачный бой при Иване IV (1862)